# Pencoed Castle
Pencoed Castle är ett slott i Storbritannien.   Det ligger i kommunen Newport och riksdelen Wales, i den södra delen av landet, 190 km väster om huvudstaden London. Pencoed Castle ligger 62 meter över havet.
Terrängen runt Pencoed Castle är platt åt sydväst, men åt nordost är den kuperad. Runt Pencoed Castle är det tätbefolkat, med 550 invånare per kvadratkilometer. Närmaste större samhälle är Newport, 9,7 km väster om Pencoed Castle. Trakten runt Pencoed Castle består i huvudsak av gräsmarker.